# Froyla Tzalam
Dame Froyla Tzalam Mendez (San Antonio, 27 luglio 1971) è un'antropologa e politica beliziana, leader della comunità Maya Mopan del Belize. Attualmente ricopre la carica di Governatore Generale del Belize dal 27 maggio 2021.

## Biografia
Tzalam è nata nel villaggio di San Antonio, nel distretto di Toledo, il 27 luglio 1971. Si è laureata in Antropologia alla Trinity University, in Texas. Ha poi conseguito un Master in Sviluppo rurale presso l'Università del Sussex.
Il 22 aprile 2021 è stato annunciato dal primo ministro del Belize Johnny Briceño che era stata nominata in qualità di prossimo governatore generale del Belize dopo il pensionamento di Colville Young, il suo predecessore. È inoltre la prima governatrice generale americana indigena in tutto il Commonwealth.
È stata successivamente direttrice esecutiva del Sarstoon Temash Institute for Indigenous Management (SATIIM).
Tzalam è stata selezionata per la nomina al Senato nel gennaio 2017, ma ha rifiutato per concentrarsi sul suo lavoro con la SATIIM.

## Vita privata
Sposata con Daniel Mendez, soldato delle forze di difesa beliziane in congedo, ha due figli: Yasil e Yanil Tz’ak.